# Moritz von Süßmilch

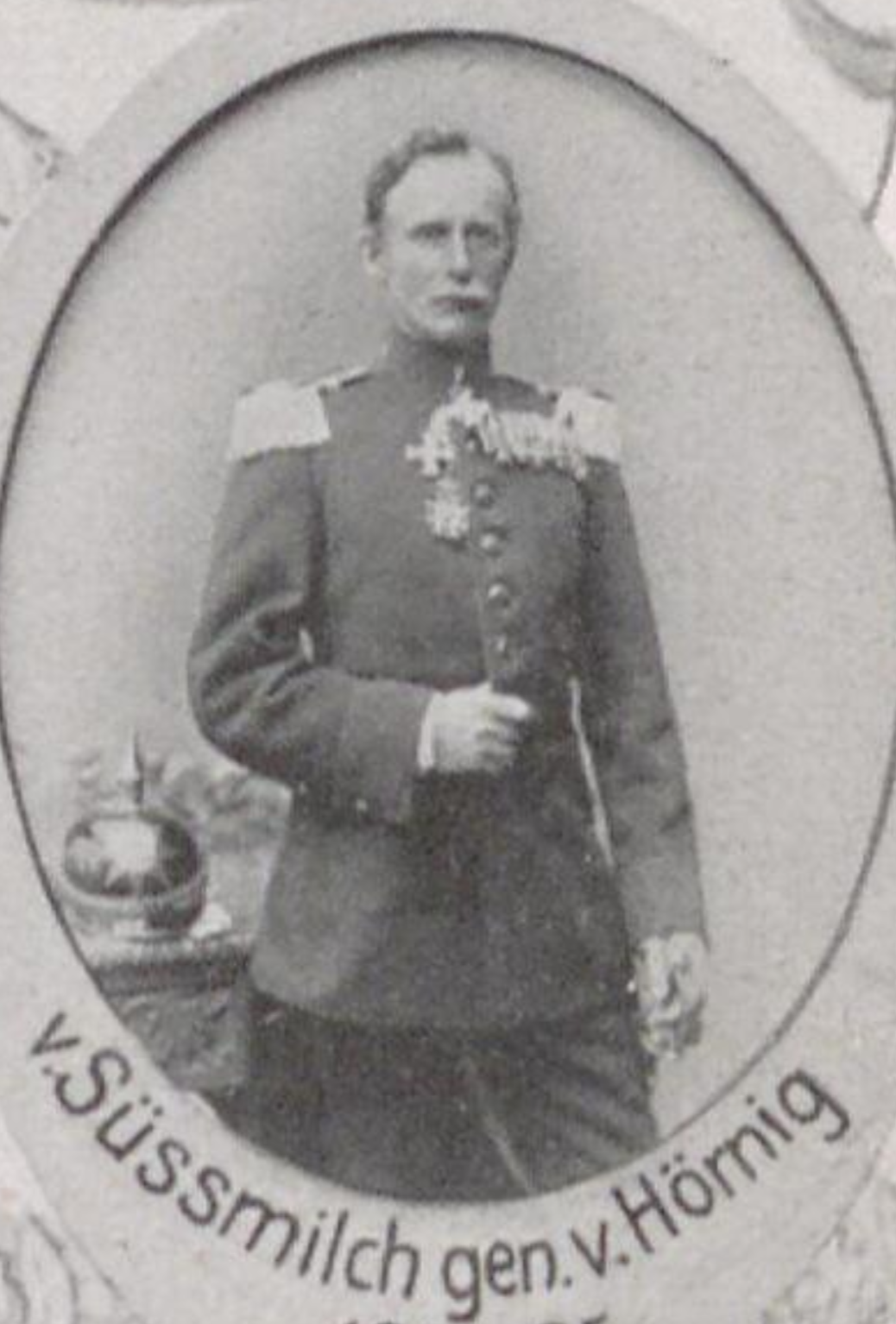
Moritz von Süßmilch

Bernhard Moritz von Süßmilch genannt Hörnig, auch Moritz von Süßmilch-Hörnig (* 24. Juli 1823 in Wurzen; † 11. Mai 1892 in Leipzig) war ein sächsischer Oberst und Nestor der Kartografie Sachsens.

## Leben
Als Sohn eines Offiziers trat Süßmilch 1839 in die Sächsische Armee ein, 1849 wurde er zum Oberleutnant, 1859 zum Hauptmann im XII. Infanterie-Bataillon und 1866 zum Major befördert. Später wurde er Oberstleutnant und schließlich als Oberst zur Disposition gestellt. Nach der Reorganisation der Armee wurde er Kommandant der Landwehr in Leipzig, danach in Zwickau, Grimma und zuletzt wieder in Leipzig. Zuletzt verließ er die Armee, um sich ganz seinen literarischen Arbeiten zu widmen.
Ein Onkel des Kartografen war der Generalmajor Karl Friedrich von Süßmilch genannt Hörnig. Sein Sohn war der sächsische Offizier Bernhard von Süßmilch.

## Werk (Auswahl)
- Aus dem Tagebuch eines Soldaten, aber keines Landsknechts. Leipzig: Otto Wiegand (Buch über den schleswig-holsteinischen Feldzug, anonym)
- Wanderbriefe.
- Topographische Spezialkarte vom Königreich Sachsen. (1 : 250 000)
- Geschichte des (jetzigen) 2. Königl. Sächsischen Husarenregiments „Königin“ Nr. 19. 1882.
- Historisch-geographischer Atlas von Sachsen und Thüringen.
- Über die Kriegführung im Orient. (anonym)
- Das Erzgebirge in Vorzeit, Vergangenheit und Gegenwart. Annaberg: Hermann Graser Verlag 1889, 2. Auflage 1894 2. Auflage als Online-Ausgabe der Sächsischen Landesbibliothek - Staats- und Universitätsbibliothek Dresden